# Boardwalk Bullet
Boardwalk Bullet in Kemah Boardwalk (Kemah, Texas, USA) ist eine Twister-Holzachterbahn des Herstellers Martin & Vleminckx, die am 31. August 2007 eröffnet wurde.
Die 986 Meter lange und 29 Meter hohe Strecke wurde von The Gravity Group konstruiert. Mit einer Grundfläche von gerade einmal rund 40,5 Ar, ist sie die kompakteste Holzachterbahn weltweit. Auf Grund des Hurrikans Ike wurde die Bahn kurzzeitig geschlossen, ist nun aber wieder in Betrieb.

## Züge
Boardwalk Bullet besitzt zwei Züge des Herstellers Philadelphia Toboggan Coasters mit jeweils sechs Wagen. In jedem Wagen können vier Personen (zwei Reihen à zwei Personen) Platz nehmen.